# Годи, Ралф
Ралф Годи (англ. Ralph Gaudie; январь или февраль 1876— март 1951) — английский футболист, центральный нападающий.

## Футбольная карьера
Уроженец Гизборо, Йоркшир, в начале своей футбольной карьеры Ралф выступал за местные команды «Шеффилд Сарасинз» и «Саут-Бэнк». В 1897 году стал игроком клуба «Шеффилд Юнайтед». В сезоне 1897/98 забил за клуб 2 мяча в 6 матчах Первого дивизиона (в том числе важнейший гол на выезде в ворота «Астон Виллы», который Годи забил после того, как ему сломали нос в матче) и помог «Шеффилду» стать чемпионом Англии.
В августе 1898 года перешёл в бирмингемский клуб «Астон Вилла», сыграв в 5 матчах и забив 1 гол в сезоне 1898/99, по итогам которого «Вилла» стала чемпионом Англии. Годи стал первым игроком, выигравшим два чемпионских титула подряд с разными клубами в Англии.
В октябре 1899 года Ралф перешёл в клуб Второго дивизиона «Вулидж Арсенал». В сезоне 1899/1900 забил за лондонский клуб 15 мячей в 25 матчах, включая хет-трик в матче против «Лафборо», который завершился разгромом соперника со счётом 12:0 (рекордная победа «Арсенала» в истории). В сезоне 1900/01 пропустил 12 матчей из-за болезни, но всё равно смог стать лучшим бомбардиром команды, забив 8 мячей в 22 играх. В 1901 году объявил о завершении карьеры из-за проблем со здоровьем. Всего провёл за «Вулидж Арсенал» 50 матчей (3 из них — в Кубке Англии), забив 23 мяча.
Через два года после завершения карьеры, в августе 1903 года Годи решил вернуться в профессиональный футбол, подписав контракт с клубом «Манчестер Юнайтед». Дебютировал за клуб 5 сентября 1903 года в матче Второго дивизиона против «Бристоль Сити» (тот матч был примечателен ещё и тем, что в нём в составе «Юнайтед» дебютировали три игрока с фамилией Робертсон: Алекс, Томми и Сэнди). Всего в сезоне 1903/04 провёл за клуб 8 матчей (7 — в лиге и 1 — в Кубке Англии). По окончании сезона окончательно завершил карьеру футболиста.
Впоследствии по рекомендации врачей переехал в Южную Африку в поисках тёплого климата. Там он работал журналистом.

## Достижения
«Шеффилд Юнайтед»
- Чемпион Англии: 1897/98

«Астон Вилла»
- Чемпион Англии: 1898/99